# Arménská archieparchie bejrútská
Arménská archieparchie Bejrút je archieparchií arménské katolické církve, nacházející se v Libanon a její hlavou je Arménský kilíkijský patriarcha.

## Historie a současnost
Perzekuce uvalená na křesťany Anatolie během první světové války, a v obtížných letech po vzniku moderního Turecka, vedlo k uprchnutí desítkám tisíc křesťanů do Sýrie a Libanonu. Mezi těmito tisíci byli i arménští katolíci.
Od května do července 1928 se arménští biskupové kteří přežili genocidu, shromaždili v Římě, za předsednictví kardinála Luigi Sincera, sekretáře Kongregace pro východní církve aby reorganizoval arménskou katolickou církev. Dne 23. června byla vydána vyhláška v níž se psalo že sídlo církve se přesouvá z Konstantinopole do kláštera v Bzoummaru blízko Bejrútu.
Archieparchie byla vytvořena 25. ledna 1929, brevem Litteris apostolicis papeže Pia XI., jako sídlo arménského kilíkijského patriarchy.
K roku 2012 měla archieparchie 12 000 věřících, 5 eparchiální knězů, 13 řeholních knězů, 2 stálé jáhny, 27 řeholníků, 19 řeholnic a 7 farností.

## Seznam archieparchů
- Boghos Bedros XIII. Terzian (1929 - 1931)
- Avedis Bedros XIV. Arpiarian (1931 - 1937)
- Krikor Bédros XV. Agagianian (1937 - 1962)
- Iknadios Bedros XVI. Batanian (1962 - 1976)
- Hemaiag Bedros XVII. Guediguian (1976 - 1982)
- Hovhannes Bedros XVIII. Kasparian, I.C.P.B. (1982 - 1998)
- Nersès Bédros XIX. Tarmouni (1999 - 2015)
- Krikor Bedros Ghabroyan, I.C.P.B. (2015 - 2021)
- Raphaël Bedros XXI. Minassian (od 23. září 2021[1] [2])